# Рудзкий, Маврикий
Маврикий Пиус Рудзкий (пол. Maurycy Pius Rudzki; 28 декабря 1862, Угриньковцы ‒ 22 июля 1916, Краков) — польский астроном, геофизик, педагог. Профессор Краковского университета (1901), доктор философии, директор университетской обсерватории (1902). Член Краковской академии знаний (1899).
В 1886 году окончил Венский университет. Заведующий кафедрой геофизики в Ягеллонском университете.
в 1895 году основал там Институт геофизики.
Основные труды по теоретической астрономии, сейсмологии, метеорологии.

## Избранные труды
- Fizyka ziemi, Kraków, 1909;
- Astronomia theoretyczna, т. 1‒2, Krakow, 1914;
- в рус. пер. ‒ К теории векового охлаждения Земли, «Зап. математического отделения Новороссийского общества естествоиспытателей», 1892‒93, т. 14‒15.